# موج‌شکنان ساحل عشق
موج‌شکنان ساحل عشق نام یک مجموعهٔ تلویزیونی ایرانی به کارگردانی «غلامرضا جنت‌خواه دوست» است که طی سال‌های ۱۳۶۸-۱۳۶۶ تهیه و از سیمای جمهوری اسلامی ایران پخش گردید.

## خلاصه داستان
این مجموعه تلویزیونی درباره چهار نوجوان همکلاسی است که در جریان وقایع انقلاب ۵۷، باعث تعطیلی مدرسه می‌شوند و بعدها به نیروی دریایی می‌پیوندند.

## بازیگران و عوامل تولید

### بازیگران
- زینب سراندیب
- امیر فخیم‌دانش
- شعبانعلی رضایی
- کمال محسنی

### عوامل تولید
- نویسنده و کارگردان: غلامرضا جنت‌خواه دوست
- موسیقی: محمد بیگلری‌پور
- گوینده: بهرام زند
- تهیه‌کننده: قاسم رستمی، مجتبی رحیمی
- فرمت تصویر: ۱۶ میلیمتری
- محصول: گروه اجتماعی صدا و سیما
- سال تولید و پخش: ۱۳۶۸-۱۳۶۶